# رالف دي باتير
رالف دي باتير (بالهولندية: Ralf de Pagter)‏ مواليد 22 يوليو 1989، هو لاعب كرة سلة هولندي يلعب في الدوري الهولندي لكرة السلة ويحمل الرقم 10. مثّل منتخب هولندا لكرة السلة.

## روابط خارجية
- رالف دي باتير على موقع الاتحاد الدولي لكرة السلة (الإنجليزية)
- رالف دي باتير على موقع كرة السلة الأوروبية.كوم (الإنجليزية)
- رالف دي باتير على موقع ريلجم (الإنجليزية)
- رالف دي باتير على موقع بروبوليرز (الإنجليزية)